# 紫薇 (歌手)
紫薇（1930年11月13日—1989年3月4日），本名胡以衡，中華民國南京市人，台灣女歌手，台視《群星會》歌星之一，有「長青歌后」之稱。1987年發現罹患癌症，1989年3月4日過世。

## 崛起
紫薇從小喜愛唱歌，高中時曾在南京的飯店及電台客串演出過。1953年3月26日，紫薇參加當時台灣第一個廣播電台現場節目民本廣播電台《爵士樂》，演唱〈夜來香〉。紫薇當時已婚，小女兒剛滿40天，育有兩名子女；丈夫是職業軍人收入有限，每月收入為新台幣190元。紫薇想多賺點錢補貼家用，得到丈夫的支持後參加電臺表演獲得錄用，於是正式踏入歌壇。

## 成名經過
紫薇步入歌壇之後，以音色婉麗、技巧熟練、咬字清晰、感情適度為人喜愛，歌聲遍及各大民營電台。1958年，紫薇沒有接受五大民營電台（民本廣播電台、民聲廣播電台、正聲廣播電台、華聲廣播電台、鳳鳴廣播電台）的爭取，加入當時獨大、製作全國公私立廣播電臺聯播節目的中國廣播公司工作，造成台灣民營廣播電台集體抵制播放紫薇所唱的歌曲。
1958年，鳴鳳唱片將紫薇在中廣錄製、潘英傑作詞、周藍萍作曲的〈綠島小夜曲〉收錄在唱片中出版，並未馬上走紅。1961年，中廣推出第一個現場綜藝節目《與您共度周末》，由紫薇主持，節目現場播出時，聽眾可以透過玻璃窗看到主持人，首日播出時參觀的人潮熱烈。紫薇因為學歷不高，努力充實自己，每週可收到4千多封聽眾來信，節目深為聽眾喜愛。當節目進行得有聲有色時，中廣內部有人反對由學歷平平的歌手主持節目。當時行政院新聞局局長魏景蒙挺身而出，認為紫薇才藝出眾，聽眾反應熱烈，學歷與能力無關，讓她保住此主持工作。
1961年，四海唱片老闆廖乾元以鉅資灌錄紫薇主唱、楊正撰作詞、周藍萍作曲的〈回想曲〉作為唱片主打歌，並且作為中廣高雄台歌唱比賽的指定曲，成天播放此曲造成熱潮，讓紫薇歌聲紅遍各處。同年再度推出綠島小夜曲唱片，奠定紫薇在歌唱界屹立不搖的地位。

## 勞軍表演
1958年八二三砲戰期間，紫薇到馬祖勞軍，一站一站的在劇場、醫院、碉堡慰問官兵，以歌聲撫慰傷者、激勵士氣。紫薇身為軍眷，深知軍人生活艱苦，很懂得如何鼓舞人心。隨後5、6年的除夕，紫薇都在金門、馬祖前線與官兵共度新年，深獲軍人敬愛。

## 培養歌唱後進
1967年至1971年，紫薇成立「紫家班」歌唱研究班，門生多達千餘人，包括紫蘭、紫茵、紫韻、紫蕾、紫琳、紫茜、紫燕、葉雯、金燕玲…等，遍及歌、影界，後因家庭忙碌而結束。
1969年12月24日，中視綜藝節目《每日一星》六位主持人紫薇、劉家昌、左豔蓉、郭金發、鄧麗君、李健美同時在本集節目中出現，演唱耶誕節歌曲。1970年1月4日，《每日一星》六位主持人從本日起，攜手在中視每星期日13點15分至14點15分播出的新節目《銀河星光》中演出。
1974年10月17日至1977年12月29日，紫薇製作台視歌唱節目《晚安曲》，鄒森主持，以演唱抒情歌曲為主，並有小單元〈主婦的話〉串場。
1978年，紫薇製作台視小品綜藝節目《浪花》，並請來她的好友模特兒兼繽繽服飾（1988年解散）創辦人杜愛蒂負責時裝展示環節。

## 演出
- 紫薇曾演出電影《沒有女人的地方》、《女兵日記》
- 1987年台視節目部製作紫薇電視專輯《紫色的薔薇：紫薇之歌》

## 榮譽
- 1958年，白茜如主持中廣節目《午餐俱樂部》，《綠島小夜曲》兩次獲得聽眾票選最愛歌曲第一名。
- 1988年，紫薇獲行政院新聞局「好歌大家唱」頒發「致力推廣國內流行歌曲貢獻卓著獎」。

### 金鐘獎
| 年份   | 獲提名       | 獎項                      | 結果 |
| ------ | ------------ | ------------------------- | ---- |
| 1988年 | 《紫薇之歌》 | 第23屆金鐘獎-女歌唱演員獎 | 提名 |

## 代表作品

### 歌曲
- 《綠島小夜曲》[6]
- 《回想曲》
- 《台灣風光》
- 《午夜香吻》
- 《月光小夜曲》
- 《月兒彎彎照九州》
- 《大家恭喜新年好》
- 《春到人間風光好》
- 《小燕子》
- 《美麗的寶島》[6]

## 外部連結
- 紫薇 - 綠島小夜曲 1961 YouTube （页面存档备份，存于）
- 紫薇 - 回想曲 YouTube （页面存档备份，存于）